# Maud Menten
Maud Leonora Menten (20 tháng 3 năm 1879 – 17 tháng 7 năm 1960) là một nhà nghiên cứu y học và y sinh người Canada. Bà đã đóng góp đáng kể cho ngành động học enzyme và mô học, và được biết đến qua công trình với Leonor Michaelis về động học enzyme và là đồng tác giả phương trình Michaelis–Menten vào năm 1913.
Maud Menten sinh ra ở Port Lambton, Ontario và học ngành y tại Đại học Toronto (Cử nhân năm 1904, Thạc sỹ năm 1907, Bác sĩ y khoa năm 1911, tiến sĩ năm 1916). Bà là một trong những phụ nữ đầu tiên ở Canada lấy bằng tiến sĩ y khoa, hoàn thành luận án tại Đại học Chicago. Vào thời điểm đó, phụ nữ không được phép nghiên cứu ở Canada, vì vậy bà quyết định theo đuổi công việc nghiên cứu ở các quốc gia khác như Mỹ và Đức.
Năm 1912, bà chuyển đến Berlin và làm việc với Leonor Michaelis, cùng xuất bản bài báo trên Biochemische Zeitschrift cho thấy tốc độ phản ứng xúc tác enzyme tỷ lệ thuận với lượng phức chất cơ chất enzyme. Mối quan hệ giữa tốc độ phản ứng và nồng độ cơ chất enzyme được gọi là phương trình Michaelis–Menten.
Sau thời gian nghiên cứu cùng với Michaelis ở Đức, Menten nhập học tại trường đại học Chicago và lấy bằng tiến sĩ năm 1916. Bà làm việc tại Đại học Pittsburgh (1923 – 1950), trở thành Trợ lý Giáo sư và sau đó là Phó Giáo sư tại Trường Y khoa và là trưởng khoa giải phẫu bệnh tại Bệnh viện Nhi đồng Pittsburgh. Bà được đề bạt lên vị trí Giáo sư năm 1948, ở tuổi 69 và là năm làm việc cuối cùng của bà.

## Dẫn nguồn
1. ↑  “Dr. Maud Menten”. The Canadian Medical Hall of Fame. Bản gốc lưu trữ ngày 17 tháng 4 năm 2019. Truy cập ngày 14 tháng 10 năm 2014.
2. ↑  Michaelis, Leonor (4 tháng 2 năm 1913). “Die Kinetik der Invertinwirkung” [The kinetics of invertin action]. Biochemische Zeitschrift. 49 (17): 335–369. doi:10.1016/j.febslet.2013.07.015. PMID 23867202.
3. ↑  “Leonor Michaelis and Maud Menten”. Science History Institute. Truy cập ngày 20 tháng 3 năm 2018.
4. ↑  Menten, M. (1919). “A Study of the Oxidase Reaction with alpha-Naphthol and Paraphenylenediamine”. The Journal of Medical Research. 40 (3): 433–458.3. PMC 2104435. PMID 19972493.
5. ↑  Skloot, Rebecca (tháng 10 năm 2000). “Some called her Miss Menten” (PDF). University of Pittsburgh School of Medicine magazine. Truy cập ngày 14 tháng 10 năm 2014.